# 新平安泡
新平安泡是一个位于中国吉林省大安县的湖泊，面积约为11.4平方千米，平均水深约为1.5米。